# Шквал (скоростная подводная ракета)
ВА-111 «Шквал» — советский комплекс со скоростной подводной ракетой (ракета-торпеда) М-5. Предназначена для поражения надводных и подводных целей. Входит в состав комплекса вооружения, размещаемого на надводном корабле, подводной лодке или стационарной установке.

## История
Разработан под руководством  академика АН УССР Г. В. Логвиновича — директора Института гидромеханики АН УССР.
29 ноября 1977 года противолодочный комплекс «Шквал» был принят на вооружение ВМФ СССР. Изначально ракета несла ядерную боеголовку в 150 кт, впоследствии создан вариант с обычной боеголовкой с автономным управлением, не имеющей самонаведения.
Высокая скорость движения (до 370 км/ч, в зависимости от плотности водной среды) торпеды была получена за счёт применения подводного реактивного двигателя, работающего на гидрореагирующем твёрдом топливе, которое обеспечивает большую тягу, и движение ракеты в кавитационной полости (паровом пузыре), что снижает сопротивление воды.
В 1992 году создан экспортный вариант — «Шквал-Э». В данной модификации ракета может поражать только надводные цели и несёт обычный боезаряд. Есть сведения о разработке новой модели «Шквала», с самонаведением и увеличенным до 350 кг зарядом.
Долгое время не существовало торпеды, хотя бы близко приближавшейся к «Шквалу» по скорости, но в середине 2005 года Германия заявила, что она обладает торпедой «Барракуда», использующей тот же принцип кавитации и имеющей аналогичную скорость. А в мае 2014 года командующий ВМС Ирана заявил, что Иран также имеет на вооружении подводные ракеты, достигающие скорости 320 км/ч.

## ТТХ
- Калибр — 533,3 мм
- Длина — 8 метров
- Вес торпеды — 2700 кг
- Мощность боеголовки — ядерная, 150 кт в тротиловом эквиваленте, или 210 кг обычного ВВ
- Маршевая скорость — 375 км/ч
- Радиус действия — около 7 км, до 13 км (новая версия); старая версия — 2 км.
- Двигатель — прямоточный гидрореактивный двигатель

## ТТХ «Шквал-Э»
- Калибр, мм — 533,3
- Длина, мм — 8200
- Масса, кг — 2700
- Дальность хода, км — до 10
- Скорость на марше, км/ч — 375
- Угол послезалпового разворота, град — ± 20
- Глубина хода на марше, м — 6
- Тип боевой части — фугасный
- Масса БЧ (ТНТ эквивалент), кг — не менее 210
- Вид старта — надводный или подводный
- Глубина подводного старта, м — до 30
- Двигатель прямоточный гидрореактивный

## Недостатки
- Из-за огромной скорости (200 узлов) торпеда производит сильный шум и вибрации, что демаскирует подлодку[5].
- Малая дальность пуска (всего до 13 км) демаскирует подлодку, что негативно сказывается на живучести.
- Максимальная глубина хода (до 30 м) не позволяет поражать подлодки на больших глубинах.
- Импульс прямоточного гидрореактивного двигателя выше, чем у других двигателей, что может вызвать поломку гидролокатора подлодки[6].
- Носовая часть торпеды не позволяет установить на неё головку самонаведения (ГСН) — через носовую часть поступает забортная вода[6].
- Низкая вероятность поражения цели с обычной БЧ и без ГСН.

## Изображения
|  |  |  |